# Hanneli Goslar
Hannah Pick-Goslar nascida Hanna Elisabeth Goslar (Berlim, 12 de novembro de 1928 – Jerusalém, 28 de outubro de 2022) foi uma enfermeira israelense nascida na Alemanha.
Sobrevivente do Holocausto, Hannah ficou conhecida por ter sido amiga de infância de Anne Frank. Quando crianças, elas estudaram na 6ᵗʰ Montessorischool, em Amsterdã (renomeada em 1957 para Anne Frank) e novamente no Liceu Judaico. Elas se reencontrariam no campo de concentração de Bergen-Belsen. Hannah e sua irmã mais nova foram os únicos membros da família a sobreviverem à Segunda Guerra Mundial. Elas foram resgatadas do Trem dos Perdidos, o segundo de três trens destinados a transportar prisioneiros do campo de concentração de Bergen-Belsen para o campo de Theresienstadt durante a fase final da Segunda Guerra Mundial, quando as tropas aliadas se aproximavam do campo. 
Após o fim dos conflitos, as duas emigraram para Israel, onde Hannah trabalhou como enfermeira pediátrica. Ambas compartilharam suas experiências como testemunhas do Holocausto. 

## Biografia
Hannah Elisabeth Goslar nasceu no bairro de Tiergarten, em Berlim em 1928. Era a filha mais velha de Hans Goslar e sua esposa Ruth Judith Klee. Seu pai foi vice-secretário para assuntos internos e secretário de relações públicas da Alemanha até 1933, enquanto sua mãe foi professora. Ambos eram judeus zelosos e praticantes.
Em 1933, depois da eleição de Adolf Hitler, da ascensão do Partido Nazista como líder do governo alemão e da promoção de Hitler como chanceler, Hans Goslar foi forçado a se demitir de seu cargo. Depois de uma tentativa frustrada de emigrar para a Inglaterra, onde ele não conseguiu encontrar um emprego onde pudesse ficar em casa aos sábados, a família se mudou para Amsterdã, naquele mesmo ano.
A família Goslar vivia próxima à família Frank. Hannah conheceu Anne quando foram fazer compras com suas mães em 1934. Ambas estudavam na 6ᵗʰ Montessorischool e se tornaram amigas. Anne passou a chamá-la de Hanneli. Depois, ambas passaram a estudar no Luceu Judaico de Amsterdã, onde também ficaram amigas de Sanne Ledermann, outra vítima do Holocausto. Elas também conheceram Ilse Wagner e Jacqueline van Maarsen.
A irmã mais nova de Hannah, Rachel Gabriele ("Gabi"), nasceu em 25 de outubro de 1940. Em 1942, sua mãe morreu no parto do terceiro filho, que também faleceu.

## Prisão e deportação
Em junho de 1943, seu pai, seus avós maternos, sua irmã mais nova e ela foram presos e enviados para o campo de transição de Westerbork, onde seu avô morreu em novembro devido a um infarto. A família foi então transferida para o campo de Bergen-Belsen. Hannah acabou em uma área privilegiada do campo porque sua família tinha passaportes paraguaios. Em algum momento entre janeiro e fevereiro de 1945, ela reencontrou Anne, prisioneira em uma área menos privilegiada de Bergen-Belsen.
Pela cerca, Hannah conversou com Auguste van Pels, uma das mulheres no anexo da biblioteca onde a família Frank esteve escondida, que lhe contou sobre o paradeiro de Anne. Hannah passou pela cerca um pacote de comida, mas outro prisioneiro roubou e Anne nunca o recebeu. Hannah passaria novamente pela cerca enviando pão e roupas para Anne. Ao todo, elas se viram três vezes em Bergen-Belsen. A única vez que Anne conseguiu pegar o pão e as roupas foi a última vez que elas se viram.
Hans Goslar morreu em 25 de fevereiro de 1945. Sua nora, Therese Klee, um mês depois. Hannah e sua irmã Gabi passaram 14 meses em Bergen-Belsen. Nos estágios finais da guerra, elas foram transportadas de trem onde foram resgatadas por tropas aliadas. Mal nutridas, fracas e doentes, elas foram acolhidas temporariamente na casa do prefeito da cidade de Schilda para poderem se recuperar.

## Pós-guerra
Após serem registradas como sobreviventes, Hannah e sua irmã retornaram para Amsterdã no final de junho de 1945. Hannah foi hospitalizada em um hospital na Suíça para se recuperar das provações do campo, recuperando-se em uma casa de cuidados em dezembro. Terminaria a escola na cidade de Basiléia. Em maio de 1947, Hannah recebeu autorização para ir para a Palestina, chegando em 30 de maio. Nos primeiros três meses, ela morou em uma casa para crianças órfãs de guerra, trabalhando e estudando a língua hebraica, requerimento obrigatório para poder se formar em enfermagem. Hannah começou a estudar enfermagem em Jerusalém, onde se formou na área pediátrica, trabalhando no Hospital Bikkur Holim.
Hannah casou-se com o médico Walter Pinchas Pick, com quem teve três filhos. Juntos tiveram onze netos e 31 bisnetos. Junto da irmã, ela viajou pela Alemanha onde deu palestras a estudantes sobre suas memórias do Holocausto. Foi grande apoiadora da iniciativa alemã Zeichen gegen Rassismus und Antisemitismus, onde plantou uma árvore em memória de Anne Frank em 2019, em Uedelhoven.

## Morte
Hannah morreu em sua casa, de causas naturais, em Jerusalém, em 28 de outubro de 2022, aos 93 anos.